# フレディー・ストローマ
フレデリック・ヴィルヘルム・C.J.シェーストロム（Frederic Wilhelm C.J. Sjöström）、フレディ・ストローマ（Freddie Stroma, 1987年1月8日 - ）は、イギリス・ロンドン出身の俳優。
身長は181cm。父親は、スウェーデン出身のコンピューター関連の会社の役員で、母親はドイツ人。
映画『ハリー・ポッター』シリーズでコーマック・マクラーゲンを演じたり、2011年のミュージカル・コメディ映画 『シンデレラストーリー3:ワンス・アポン・ア・ソング』でルークを演じたことで知られている。2015年6月にLifetimeで放映されたドラメディシリーズ『UnREAL』にアダム・クロムウェル役で出演した。2016年にマイケル・ベイ監督の戦争映画『13時間 ベンガジの秘密の兵士』で、ブリット・ベイナーを演じた。同年には、ABCのドラマ『Time After Time』でハーバート・ジョージ・ウェルズを演じた。

## 来歴
イギリス アスコットの バークシャーで育つ。オックスフォードシャーにある公立の少年専用の寄宿学校のラドリー・カレッジで教育を受け、2005年に退学。オックスフォードのパフリックスクールの全寮制男子校を卒業、16歳の時に米国national youth theatre に入団してテレビなどで活躍。 ユニヴァーシティ・カレッジ・ロンドンに入学し、神経科学を学ぶがハリー・ポッターの撮影で一時休学。撮影終了後、大学に戻り卒業する。 ハリー・ポッターシリーズの『謎のプリンス』で初登場し、コーマック・マクラーゲン役として映画に出演している。他に『ハリー・ポッターと死の秘宝 PART2』。他にも、米HBOの人気ドラマ『ゲーム・オブ・スローンズ』でシーズン6にディコン・ターリー役で出演するなど数々の作品で活躍している。 

## 私生活
彼には姉のアントニア・シェーストロムと弟のフィリップ・シェーストロムがいる。
『UnREAL』の共演者であるジョアンナ・ブラッディと2016年に結婚している。